# Colin Baxter
Colin Baxter (Rolling Hills, 31 luglio 1987) è un giocatore di football americano statunitense che gioca nel ruolo di centro per i San Diego Chargers della National Football League. Al college ha giocato a football all'Università dell'Arizona.

## Carriera professionistica

### San Diego Chargers
Dopo non essere stato scelto nel Draft NFL 2011, Baxter firmò coi San Diego Chargers il 26 luglio 2011. Fu svincolato il 3 settembre prima dell'inizio della stagione regolare.

### New York Jets
Baxter firmò coi New York Jets il 4 settembre 2011 e fece il suo debutto sostituendo l'infortunato Nick Mangold, il 18 settembre 2011. Fu svincolato il 25 ottobre

### Ritorno ai Chargers
Baxter rifirmò per far parte della squadra di allenamento di San Diego il 26 ottobre 2011. La sua stagione da rookie si concluse con 8 presenze, di cui 2 come titolare, entrambe coi Jets. Nella stagione 2012 disputò 4 partite.

## Vittorie e premi
Nessuno

## Statistiche
| Partite totali | 12 |
| Partite totali | 2  |

Statistiche aggiornate alla stagione 2012